# Саббіо-К'єзе
Саббіо-К'єзе (італ. Sabbio Chiese) — муніципалітет в Італії, у регіоні Ломбардія, провінція Брешія.
Саббіо-К'єзе розташоване на відстані близько 450 км на північ від Рима, 100 км на схід від Мілана, 22 км на північний схід від Брешії.
Населення — 3918 осіб (2014).

## Демографія
Населення за роками:

Станом на 1 січня 2023 року в муніципалітеті офіційно проживав 381 іноземець з 28 країн, серед них 47 громадян країн Євросоюзу та 10 громадян України.

## Сусідні муніципалітети
- Барге
- Гавардо
- Одоло
- Презельє
- Провальйо-Валь-Саббія
- Валліо-Терме
- Віллануова-суль-Клізі
- Вобарно